# كيفن لي (لاعب كرة قدم أمريكية)
كيفن لي (بالإنجليزية: Kevin Lee)‏ هو لاعب كرة قدم أمريكية أمريكي، ولد في 1971 في موبيل في الولايات المتحدة.

## وصلات خارجية
- كيفن لي على موقع مرجع كرة القدم المحترفة.كوم (الإنجليزية)